# Quận Cloud, Kansas
Quận Cloud là một quận thuộc tiểu bang Kansas, Hoa Kỳ.
Quận này được đặt tên theo. Theo điều tra dân số của Cục điều tra dân số Hoa Kỳ năm 2000, quận có dân số 10.268 người. Quận lỵ đóng ở Concordia.6